# Лавський Микола Іванович
Микола Іванович Лавський(16 грудня 1978 року, с. Дорогинка Ічнянського району Чернігівської області — футболіст (нападник). Майстер спорту міжнародного класу (2011).

## Біографія
Лавський Микола Іванович народився в селі Дорогинка Ічнянського району Чернігівської області16 грудня 1978 року. Після закінчення школи навчався в Переяслав-Хмельницькому педагогічному університеті (Київська область). Закінчив навчання в 2013 році.
Микола Лавський на змаганнях виступав за Київську область, центр «Інваспорт». Від 2010 в центрі «Інваспорт» працює фахівцем. Тренери М. І. Лавського — В. Грищенко, О. Гуников, В. Костенко. В 2016 році у тридцятивосьмирічному віці Микола Лавський завершив ігрову кар'єру і зосередився на тренерській роботі.

## Спортивна кар'єра
- 2009 р., Тайбей — чемпіон 21-х Дефлімпійських ігор
- 2013 р., Софія — срібний призер 22-х Дефлімпійських ігор
- 2011 р., Данія — срібний призер чемпіонату Європи
- 2012 р., Туреччина — бронзовий призер чемпіонату світу
- 2005 р.  — 2006, 2008 рр. — багаторазовий чемпіон України
- 2006 р.- володар Кубка України з футзалу

## Ігрова кар'єра
- 2012 — «Інваспорт» Євпаторія
- 2013 — «Інваспорт» Євпаторія

## Державні нагороди
- 2009 — нагороджений орденом «За мужність» ІІІ ступеня.
- 2013 — орден «За мужність» ІІ ступеня. Згідно з Указом Президента України № 664/2013 від 3 грудня 2013 року за досягнення високих спортивних результатів на XXII літніх Дефлімпійських іграх у м. Софії, виявлені мужність, самовідданість та волю до перемоги, піднесення міжнародного авторитету України державними нагородами відзначено широке коло спортсменів, тренерів та спортивних спеціалістів. Серед них Лавський Микола Іванович — представник Київського регіонального центру з фізичної культури і спорту інвалідів «Інваспорт» у складі Дефлімпійської збірної України.